# Ургант Ніна Миколаївна
Ніна Миколаївна Ургант (нар. 4 вересня 1929, Луга, Ленінградська область, СРСР — 3 грудня 2021) — радянська і російська актриса театру і кіно. Народна артистка РРФСР (1974). Лауреатка Державної премії СРСР (1976).

## Біографія
Народилася 4 вересня 1929 року в місті Луга Ленінградської області. Тут, на південно-заході області, у той час мешкало чимало естонців; зросійщеним естонцем був і її батько — Микола Ургант, який одружився з українкою Марією — матір'ю Ніни. Про естонське походження прізвища Ургант писали також видання «Московський комсомолець у Пітері» (у статті 2006 року про сина актриси, актора Андрія Урганта) та газета «Аргументи і факти».
У 1930-ті роки родина радянського офіцера Миколи Урганта переїжджала разом з дітьми (дві дівчинки і два хлопчик) з міста в місто, країною. У 1940 році Микола Ургант, що став майором НКВД, отримав призначення до латвійського міста Даугавпілс, де сім'я зустріла початок німецько-радянської війни. Німецькі війська увійшли до міста вже через декілька днів; Микола Ургант пішов на схід разом з відступаючими радянськими військами, а сім'я залишилася в окупованому місті. Ніна Ургант переховувалася під час облав і тікала від поліцаїв, щоб не забрали до Німеччини. Їх заховала в підвалі двірничка; при цьому вся округа знала, що це — діти чекіста, але ніхто їх не видав.
Після визволення Даугавпілса Ніна Ургант повернулася в школу. Брала участь у шкільних концертах, читала вірші, грала на гітарі та співала пісні воєнних років, заслуживши прізвисько «Нінка-артистка». Після закінчення школи вона, витримавши великий конкурс, вступила до Ленінградського театрального інституту імені О. М. Островського, де навчалася з 1948 по 1953 рік (клас Тетяни Сойнікової та Володимира Честнокова).
Після закінчення інституту рік прослужила в Академічному театрі імені Ф. Волкова в Ярославлі, де зайняла місце провідної ліричної героїні.
З 1954 року Ургант — акторка Ленінградського театру імені Ленінського комсомолу. Вона виступала в головних ролях. На її рахунку в цьому театрі близько 20 ролей: Галя Давидова у виставі «В добрий час» за Віктором Розовим (1955), Ліна в «Першій весні» Галини Ніколаєвої і Станіслава Радзинського (1956), Лушка в «Піднятій цілині» за Михайлом Шолоховим (1957), Нінка в «Проводах білих ночей» за Вірою Пановою (1961), Клава у виставі «Один рік» за Юрієм Германом (1961) та інші.
З 1962 року працювала в Ленінградському академічному театрі драми імені О. С. Пушкіна (Олександринський театр). Зіграла більше 30 ролей. Крім Інкен Петерс у виставі «Перед заходом сонця» за Герхартом Гауптманом (1963), виконала ролі Марі-Октябрь у «Зустрічі» Жака Робера (1964), Варі у «Справі, якій ти служиш» Юрія Германа (1967), Раневської у «Вишневому саді» (1972), Ніки у виставі «Із записок Лопатіна» за Костянтином Симоновим (1975), Ксантіппи в «Бесідах з Сократом» Едварда Радзинського (1976), Лалєтіни в «Гальмування в небесах» Володимира Голуба (1988), Гертруди в «Гамлеті» (1992) та інших.
Першу велику роль у кіно актриса зіграла в 1962 році в мелодрамі Ігоря Таланкіна «Вступ». За нею послідували роль Люсі у фільмі «Я родом із дитинства» (1966) і роль Ганни Михайлівни у фільмі «Сини йдуть у бій» (1969) Віктора Турова. Але найбільш відомою стала роль медсестри Раї з фільму «Білоруський вокзал» (1970) режисера Андрія Смирнова.
У 2008 році вона зіграла свою останню роль у кіно — Ошкінчиху в картині «Азіат». Актриса відмовилася від зйомок, вважаючи, що для неї немає гідних ролей.
Щороку 9 травня Ніна Ургант співала для ветеранів війни пісню з кінофільму «Білоруський вокзал». Потім заходила до Нікольського собору у Петербурзі поряд з будинком і ставила свічки в пам'ять про маму, яку вона залишила в Даугавпілсі, старшого брата-фронтовика, померлого в День Перемоги в 2007 році, і своїх партнерів по фільму «Білоруський вокзал».

## Громадська позиція
У 2001 році Ніна Ургант підписала відкритий лист на захист телеканалу НТВ.
У 2007 році підтримала висунення Дмитра Медведєва на посаду президента, а Володимира Путіна на пост глави уряду Росії.

## Хвороба і смерть
У липні 2014 року Ніна Ургант заявила, що страждає хворобою Паркінсона.
Померла 3 грудня 2021 року у Санкт-Петербурзі.

## Родина
- Батько — Микола Андрійович Ургант, естонець, офіцер НКВС[7].
- Мати — Марія Петрівна Ургант (1902—1962) — українка[14].

У сім'ї було четверо дітей: Володимир, Ніна, Герман і Галина.
- Перший чоловік — актор, Заслужений артист РРФСР (1991) Лев Міліндер (31 грудня 1930 — 8 березня 2005)
  - син — актор Андрій Ургант (нар. 28 листопада 1956)
    - онук — телеведучий, актор, співак, музикант Іван Ургант (нар. 16 квітня 1978)
      - правнучка Ніна Іванівна Ургант (нар. 15 травня 2008) живе в Москві.
      - правнучка Валерія Іванівна Ургант (нар. 21 вересня 2015)

    - внучка Марія Андріївна Ургант, живе в Нідерландах[12]
      - правнук Емір
      - правнук Габріель[15]
- Другий чоловік — актор, Заслужений артист РРФСР (1991) Геннадій Воропаєв (1931—2001).
- Третій чоловік — артист балету, балетмейстер, Заслужений діяч мистецтв РФ (2002) Кирило Ласкарі (1936—2009).

## Ролі в кіно
1. 1954 — Приборкувачка тигрів — Олечка Михайлова
2. 1955 — Дванадцята ніч — служниця
3. 1957 — Смерть Пазухіна — Мавра Григорівна, друга дружина Прокопія Івановича Пазухіна
4. 1957 — Вулиця сповнена несподіванок — відпочивальниця в Петергофському парку
5. 1958 — Йшли солдати... — удова
6. 1959 — Шинель — дама легкої поведінки
7. 1960 — Обережно, бабуся! — Олександра
8. 1962 — Вступ — мати Володі
9. 1963 — Знайомтесь, Балуєв! — Дуся Балуєва
10. 1963 — Поки жива людина — Зінаїда Іванівна Широкова
11. 1964 — Мати і мачуха — Катерина
12. 1964 — Чайка (фільм-спектакль) — Маша
13. 1965 — Спекотний липень — Варвара
14. 1966 — Денні зірки — жінка з труною
15. 1966 — Я родом з дитинства — Люся
16. 1967 — Відплата — Сіма Суворова
17. 1967 — Війна під дахами — Ганна Михайлівна
18. 1968 — Люди, як річки — Парасковія, листоноша
19. 1969 — Довга, довга справа... — Маша
20. 1969 — Ці невинні забави — мати Кістки
21. 1969 — Сини йдуть у бій — Ганна Михайлівна
22. 1970 — Білоруський вокзал — Раю
23. 1970 — Чарівна сила — мама Вови
24. 1971 — Могила лева — Марія, коханка Веселова
25. 1974 — Мріяти і жити — мати Марії
26. 1974 — Премія — Міленіна
27. 1974 — Ясь і Яніна — учасниця свята в клубі
28. 1975 — На все життя — тітка Таня
29. 1975 — Пам'ять — вчителька
30. 1976 — Ви мені писали... — Ніна Миколаївна
31. 1976 — День сімейного торжества — Дарина Степанівна
32. 1976 — Довга, довга справа — Марія Іванівна Строганова, мати Кирила
33. 1976 — Дні хірурга Мишкіна — Марина Василівна, головний лікар
34. 1976 — Власна думка — Олімпіада
35. 1977 — 1979 — Відкрита книга — мати Тані
36. 1978 — Красень-чоловік — Аполлінарія
37. 1978 — Хлопчаки — тітка Дуся
38. 1979 — Дев'ять днів і все життя. — Сама себе, озвучка
39. 1980 — Сімейне коло — Медведєва
40. 1981 — Дівчина і Гранд — мама Марини
41. 1981 — Танкодром — Маргарита Андріївна
42. 1982 — Ось знову вікно… — Ганна Кирилівна
43. 1982 — Сонячний вітер — Любов Василівна
44. 1984 — Час відпочинку від суботи до понеділка — пасажирка теплохода
45. 1984 — Найкращі роки — тітка Віка
46. 1985 — Недільний тато — Ніна Сергеєва
47. 1985 — Подружка моя — Ніна Юріївна, мати Кістки
48. 1986 — Потерпілі претензій не мають — Катерина Василівна
49. 1987 — Запам'ятайте мене такою — Жукова, алкоголічка
50. 1987 — Казка про закоханого маляра — сліпа королева
51. 1988 — Будні і свята Серафими Глюкіної — Марія Григорівна
52. 1992 — Барабаніада
53. 2002—2009 — Розлучені мости — Зінаїда Миколаївна
54. 2004 — Вулиці розбитих ліхтарів-6 — Олена Петрівна
55. 2004 — Я тебе люблю — Марія Львівна
56. 2006 — Російські гроші — Анфіса Тихонівна
57. 2008 — Азіат — Ошкинчиха

### Документальне кіно
- 1974 — Ніна Ургант. Фільм-портрет[16] (режисер Є. Струкова, ленінградське телебачення)
- 1999 — Ніна Ургант. Петербург. Портрети
- 2004 — Планета Ніни Ургант (режисер Наталія Урвачева)
- 2005—2007 — Як йшли кумири (режисери Дмитро Кужаров, Михайло Роговий)
- 2009 — Ніна Ургант. Бути достовірною (режисер Наталя Сергєєва)
- 2009 — Ніна Ургант. Три кішки і двоє чоловіків (режисер Олег Шиловський)
- 2014 — Ніна Ургант. Казка для бабусі (режисер Сергій Сунцов)

## Нагороди
- 1960 — заслужена артистка РРФСР[17]
- 1963 — Спеціальний приз Венеціанського кінофестивалю за роль в картині «Вступ»
- 1971 — орден «Знак Пошани»
- 1974 — народна артистка РРФСР[18]
- 1976 — Державна премія СРСР за роль Діни Павлівни Міленіної у фільмі «Премія»
- 1982 — Почесна Грамота Президії Верховної Ради РРФСР — за багаторічну плідну творчу роботу в Ленінградському державному академічному театрі драми імені О. С. Пушкіна[19]
- 1999 — орден «За заслуги перед Вітчизною» IV ступеня[20]
- 1999 — Ордена Творця Петербурга (№ 8)
- 2001 — театральна премія «Золотий софіт» (спеціальна премія — за творче довголіття та унікальний внесок у театральну культуру Санкт-Петербурга)[21]
- 2006 — орден «За заслуги перед Вітчизною» III ступеня — до 250-річчя Александрінського (Російського академічного театру драми ім. О. С. Пушкіна)[22]
- 2013 — Приз імені А.Миронова «Фігаро» в номінації «За чудову мить довжиною в життя»
- 2014 — театральна премія «Золота маска» — за видатний внесок у розвиток театрального мистецтва
- 2016 — орден Пошани[23]
- Член гільдії акторів кіно Росії (з 2015 року)